# Hängfärjan vid Hamrštejn
Hängfärjan vid Hamrštejn är en handdriven hängfärja i nordligaste Tjeckien. Den är avsedd för transport av fotgängare och cyklister över vattendraget Lužická Nisa, som längre åt norr under namnet Lausitzer Neisse bildar gräns mellan Tyskland och Polen. Den är belägen nära slottsruinen Hamrštejn, mellan städerna Chrastava och Liberec i Tjeckien.
Konstruktionen är av trä och stål på betongfundament. Den har ett spann på 23 meter. Gondolen kan ta sex fotgängare eller två cyklister. Den kan transportera 300 personer per timme.
Hängfärjan invigdes 2010 och ersatte då en fotgängarbro, som förstörts vid en översvämning.

## Bildgalleri
- Video

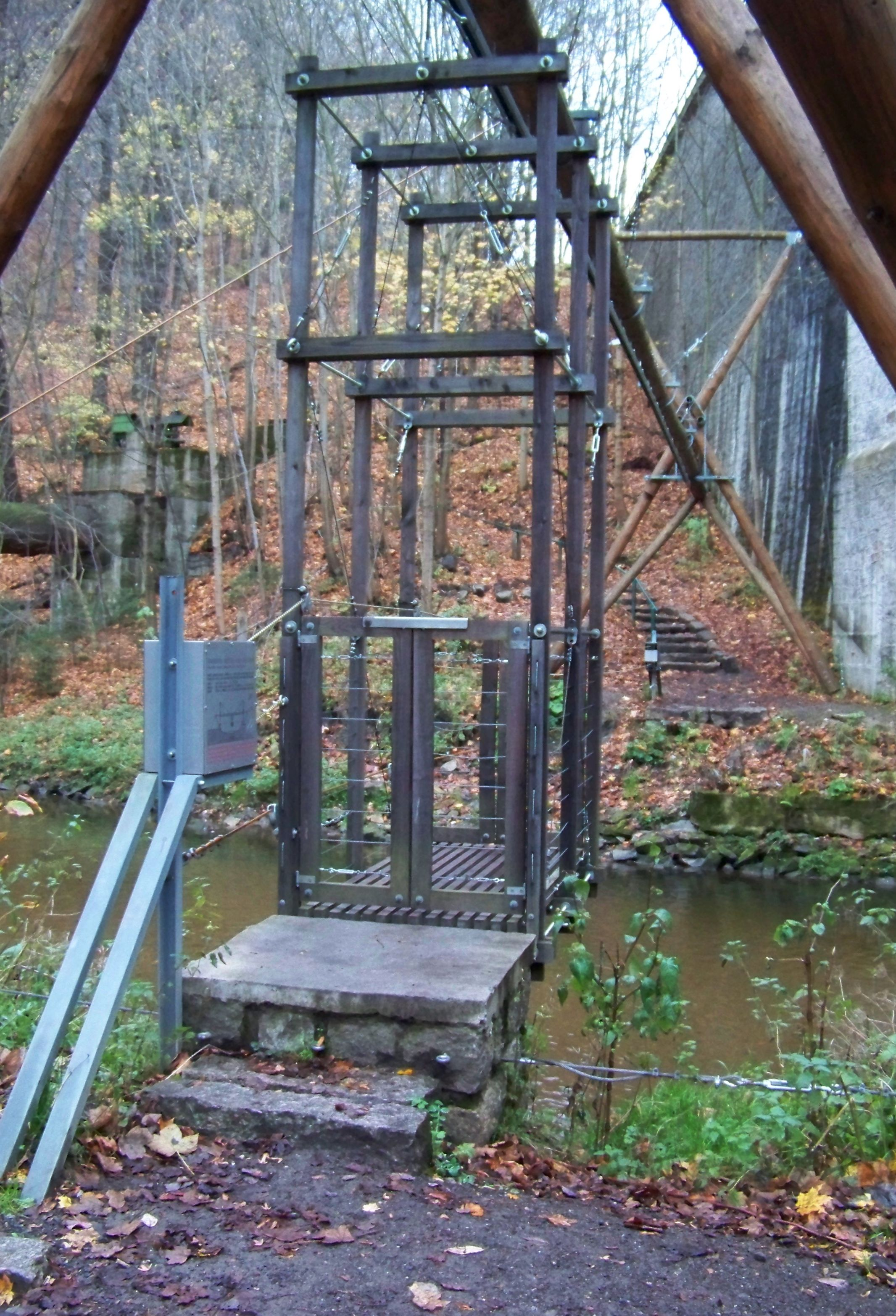
Gondolen
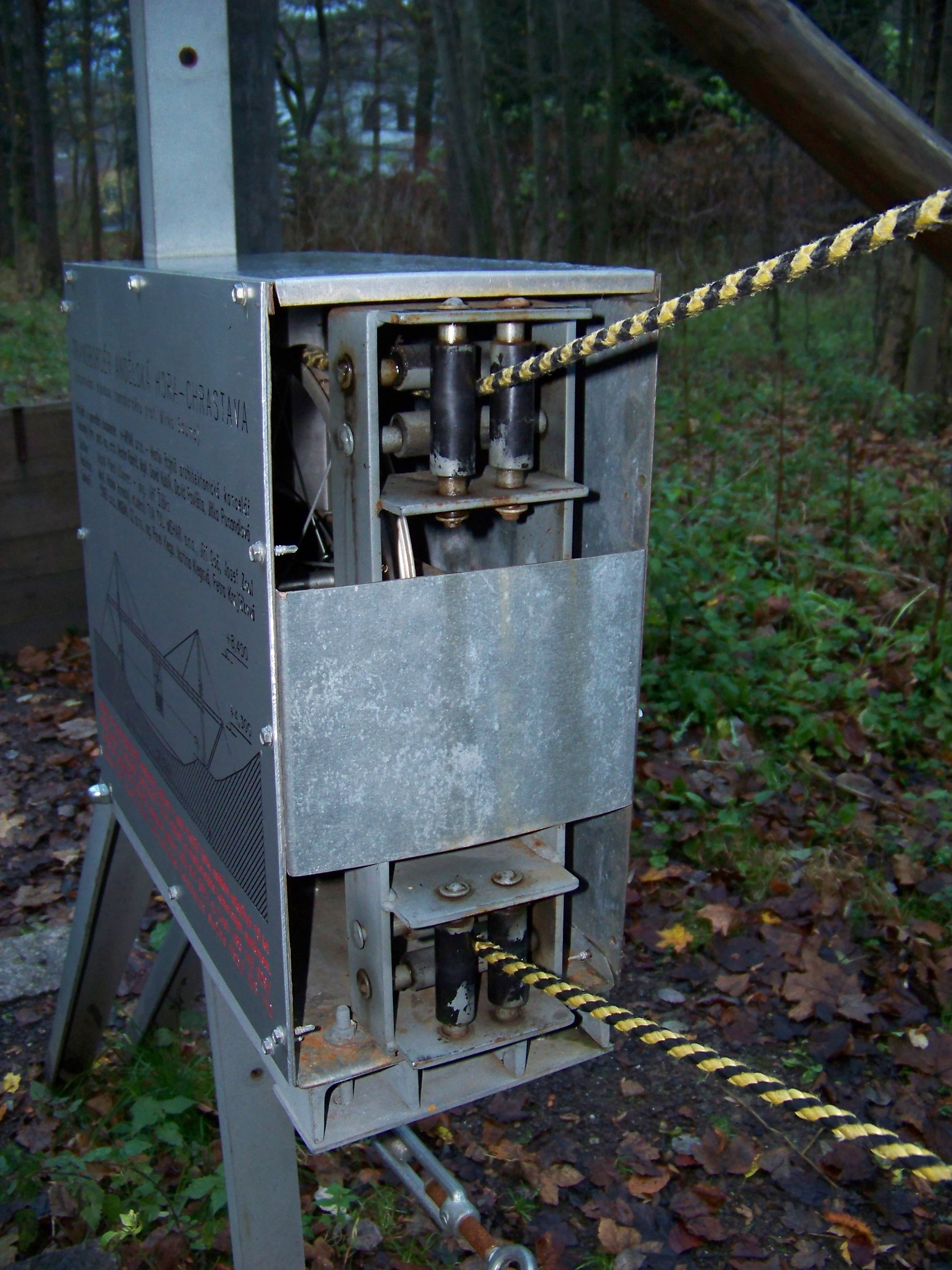
Kabelfästet
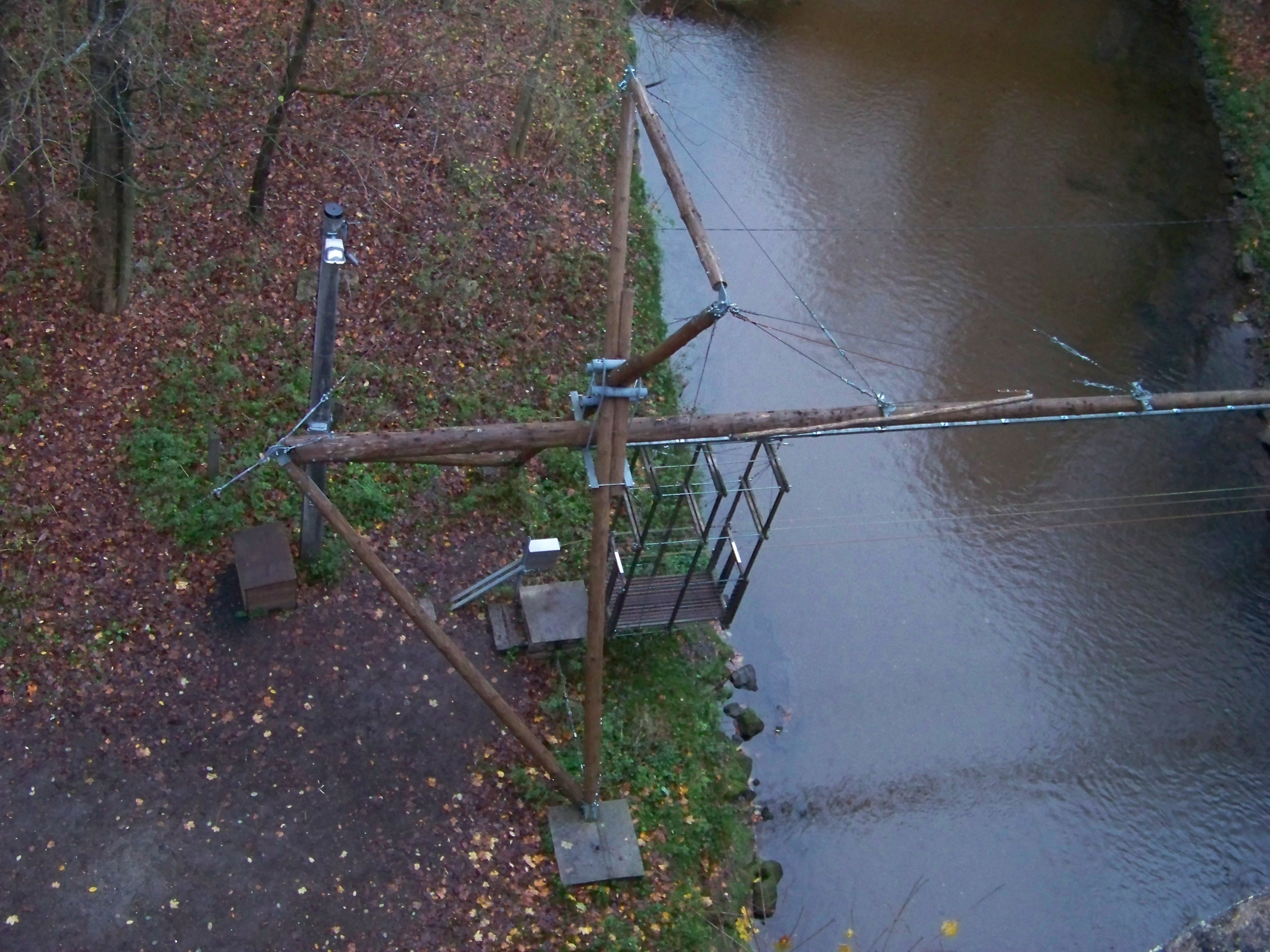
Pylon